# Општина Владимирци
Општина Владимирци су једна од осам општина Мачванског округа, која се налази у плодном и питомом делу северозападне Србије, уз десну обалу реке Саве, удаљена од града Шапца 18 км, Ваљева 43, Обреновца 45 км и Београда 74 км. Територија општине Владимирци која обухвата површину од 338 км, омеђена је са североистока реком Савом у дужини од 28 км, са истока општином Обреновац, јужно се граничи са територијом општина Коцељева и Уб, а на западу са подручјем општине Шабац. Јужни део општине додирује огранке Влашића.
Према подацима пописа 2022. општина Владимирци има 14.427 становника.
Административно седиште општине је варошица Владимирци са 1879 становника, према попису становништва из 2002. године. У општини постоји укупно 29 насељених места која су организована у 31 месној заједници. Указом његовог величанства краља Александра Карађорђевића 11.12.1924 године, средиште општине Владимирци су проглашени варошицом.

## Клима
Географски положај подручја општине Владимирци условљава умерено континентално подручје, са извесним специфичностима, које се манифестују као елементи субхумидне и микротермалне климе. Лета су умерено топла, а зиме умерено хладне, најтоплији је јули месец, а најхладнији јануар месец. Касни пролећни мразеви (мајски) и рани јесењи мразеви (октобар), наносе велику штету пољопривредној производњи, нарочито повртарској. Годишња просечна вредност падавина је 662 mm, највећа месечна вредност утврђена је у јулу 69 mm а најмања месечна вредност у фебруару 39 mm. Просечна годишња учесталост снежних дана износи 22.1 дан у години, односно 17,4% од укупног броја падавинских дана. Падавине су неравномерно распоређене у току године.

## Историја
Територија општине Владимирци је захваљујући свом географском положају насељавана од најстаријих времена. О томе сведоче археолошка налазишта насеља из неолита у Бељину, Дебрцу, Јаловику као и насеља из металног доба у Прову, Дебрцу, Риђакама, Јаловику... Од краја 1. и почетка 2. века, територија данашње општине се налази у саставу Римске империје у административној јединици-провинцији „Панонија“, чије је седиште било у Сирмијуму, данашњој Сремској Митровици. Падом Римског царства 475. године ове територије улазе у састав Византије.
О бурној средњовековној историји овог краја сведоче остаци темеља летње резиденције — двора краља Драгутина као и манастир Каона основан средином 14 века. У том периоду данашња територија је углавном у саставу средњовековних српских држава, повремено улазећи у састав Угарске, као и у каснијем периоду када је била у саставу Османског царства. У периоду I и II српског устанка, територија општине је поприште најсветлијих тренутака борбе српског народа за ослобођење од Турака. Бој на Свилеуви, Гомилици, Бељину, погибија Јанка Катића, припрема за Мишарску битку, само су неки од фрагмената по којима је остало упамћено то бурно време на овим просторима.
Током борбе за ослобођење Србије од Турака и стварање савремене државе Србије ове територије се укључују у административну поделу новостворене државе прво као општина Владимирци, одмах по доношењу Сретењског устава, а касније и као центар среза Посавотамнавског.
Током I светског рата, неке од најзначајнијих битака и операција попут Церске и Колубарске битке, припремане су и изведене на територији наше Општине. Припреме за устанак током Другог светског рата у оба идеолошки супротстављена покрета, партизанском и четничком, везани су делом и за територију наше општине, мада као најкрупнији догађај у том периоду, ипак можемо означити заједнички неуспео покушај четника и партизана да ослободе Шабац 1941. године.
У послератном периоду општина Владимирци у административном погледу следи предратни континуитет као административно средиште среза Посавотамнавског до укидања срезова да би до данашњих дана са мање више истом територијом остала по административној подели општина. Економски развој у тим временима је следио опште планове и пратио успехе и неуспехе социјалистичке планске производње.
Транзициони период и почетак вишестраначја значио је за овај крај поделу свих недаћа које су задесиле ондашњу Југославију у њеној дезинтеграцији.

## Споменичко наслеђе
Од културно историјских знаменитости постоје:
- Конак (Зграда бившег среског начелства), позната као место дешавања у делу „Глава шећера” Милована Глишића, као споменик културе;
- Карађорђеви храстови у Трбушцу, место где је Карађорђе са попом, заклео војску и благословио оружје уочи Мишарске битке;
- Споменик Јанку Катићу у Крнићу;
- Споменик 17. пука у Меховинама, посвећен храбрим ратницима изгинулим на реци Добрави, августа 1914. године;
- Споменик првој посавотамнавској партизанској чети и
- Спомен-биста првоборцу, новинару и песнику Драгољубу Јовичићу, у дворишту школе, у Јаловику.

Најстарији споменик културе Посавине, ако се не рачунају трагови насеља из антике и средњег века је Манастир Каона.
- Манастир Каона
- Конак
- Карађорђеви храстови, Трбушац
- Биста Диши Атићу, Скупљен
- Споменик Вуку Караџићу, Јаловик
- Споменик Јанку Катићу, Крнић
- Споменик 17. пуку, Меховине

## Насељена места
У општини Владимирци постоји укупно 29 насеља:
- Белотић
- Бељин
- Бобовик
- Владимирци
- Власеница
- Вукошић
- Вучевица
- Дебрц
- Драгојевац
- Звезд
- Јазовник
- Јаловик
- Каона
- Козарица
- Крнић
- Крнуле
- Кујавица
- Лојанице
- Матијевац
- Месарци
- Меховине
- Мровска
- Ново Село
- Пејиновић
- Прово
- Риђаке
- Скупљен
- Суво Село и
- Трбушац